# Praseodym
Praseodym (chemická značka Pr, latinsky Praseodymium) je měkký, stříbřitě bílý, přechodný kovový prvek, třetí člen skupiny lanthanoidů. Hlavní uplatnění nalézá v metalurgickém průmyslu při výrobě speciálních slitin anebo jejich deoxidaci a je složkou skel se zvláštními vlastnostmi.

## Základní fyzikálně-chemické vlastnosti
Praseodym je stříbřitě bílý, měkký přechodný kov.
Chemicky je praseodym méně reaktivní, než například cer nebo europium, ale přesto se při styku se vzdušným kyslíkem pokrývá zelenou vrstvičkou oxidu praseodymitého (Pr2O3), který jej chrání před další oxidací. Proto se obvykle uchovává pod vrstvou organické kapaliny (nafta, petrolej), která jej od povrchové oxidace chrání.
S vodou reaguje praseodym po zahřátí, za vzniku plynného vodíku. Snadno se rozpouští v běžných minerálních kyselinách. Ve sloučeninách se vyskytuje především v mocenství Pr+3 a jeho soli mají obvykle zelenou barvu. V literatuře byly popsány i soli Pr+4, které jsou však mimořádně nestálé a rychle přecházejí do trojmocného stavu.
Chemické vlastnosti jeho solí jsou značně podobné sloučeninám ostatních lanthanoidů a hliníku. Všechny tyto prvky tvoří například vysoce stabilní oxidy, které nereagují s vodou a jen velmi obtížně se redukují. Ze solí anorganických kyselin jsou důležité především fluoridy a fosforečnany, jejich nerozpustnost ve vodě se používá k oddělení lanthanoidů od jiných kovových iontů. Další nerozpustnou sloučeninou je šťavelan, který je možné použít ke gravimetrickému stanovení těchto prvků po jejich vzájemné separaci.

## Historie
Na počátku objevu prvku praseodym stál omyl. V roce 1841 izoloval chemik Mosander při čištění lanthanu novou látku, o níž se domníval, že se jedná o samostatný prvek a nazval jej didymium.
Teprve roku 1874 Per Teodor Cleve zveřejnil názor, že se ve skutečnosti jedná o dva samostatné chemické prvky. K jejich skutečné izolaci došlo až v roce 1885, kdy rakouský chemik, baron Carl Auer von Welsbach, rozdělil didymium na praseodym a neodym a získal jejich soli, lišící se vzájemně barvou.
Jméno praseodym má základ v řeckém slově prasinos (πράσινος) – zelený a didymos (δίδυμος) – dvojitý.

## Výskyt a výroba
Praseodym je v zemské kůře obsažen v koncentraci asi 5,5–8,2 mg/kg, o jeho obsahu v mořské vodě údaje chybí. Ve vesmíru připadá jeden atom praseodymu na 300 miliard atomů vodíku.
V přírodě se praseodym vyskytuje pouze ve formě sloučenin. Neexistují však ani minerály, v nichž by se některé lanthanoidy (prvky vzácných zemin) vyskytovaly samostatně, ale vždy se jedná o minerály směsné, které obsahují prakticky všechny prvky této skupiny. Mezi nejznámější patří monazity (Ce, La, Th, Nd, Y)PO4 a xenotim, chemicky fosforečnany lanthanoidů a dále bastnäsity (Ce, La, Y)CO3F– směsné flourouhličitany prvků vzácných zemin.
Velká ložiska těchto rud se nalézají ve Skandinávii, USA, Číně a Vietnamu. Významným zdrojem jsou i fosfátové suroviny – apatity z poloostrova Kola v Rusku.
Při průmyslové výrobě vzácných prvků se jejich rudy nejprve louží směsí kyseliny sírové a chlorovodíkové a ze vzniklého roztoku solí se přídavkem hydroxidu sodného vysráží hydroxidy.
Separace jednotlivých prvků se provádí řadou různých postupů – kapalinovou extrakcí, za použití ionexových kolon nebo selektivním srážením nerozpustných komplexních solí.
Příprava čistého kovu se obvykle provádí redukcí solí kovovým vápníkem. Redukci fluoridu praseodymitého popisuje rovnice:
2 PrF3 + 3 Ca → 2 Pr + 3 CaF2

## Použití a sloučeniny
Vzhledem k velmi podobným vlastnostem praseodymu a neodymu a nákladnosti jejich separace se v praxi používá velmi často směs obou prvků, zvaná didymium.
Základní průmyslové využití nalézá praseodym v metalurgii.
- Jeho vysoká afinita ke kyslíku se uplatní při odkysličování tavenin kovů (přidává se didym společně s cerem a lanthanem).
- Přídavky praseodymu do slitin hořčíku zvyšují jejich pevnost a mechanickou odolnost a tyto slitiny nacházejí uplatnění v leteckém a kosmickém průmyslu.

Ve sklářském a keramickém průmyslu se přídavky oxidu praseodymu do skloviny nebo glazury dociluje jejich žlutého zbarvení.
Obloukové lampy, sloužící především jako světelné zdroje při natáčení filmů mívají často elektrody ze slitin s obsahem praseodymu.